# Kahramanmaraş
Kahramanmaraş, dříve Maraş, je město v Turecku, správní středisko provincie Kahramanmaraş; má přes 400 000 obyvatel.

## Historie
V době 2. tisíciletí př. n. l. patřila Maraş do chetitské říše, jako městský stát. Po jejím obsazení Římany se jméno změnilo na Germanikeia. Arabové je obsadili roku 645, během byzantsko-arabských válek bylo několikrát poničeno a znovu obnoveno. Roku 962 je pro Byzanc získal Nikeforos II. Fokas, po bitvě u Mantzikertu se přičiněním Arména Philareta Brachamia, někdejšího císařského generála, stalo centrem jeho polosamostatného panství, které postupně Seldžukové dobývali. Roku 1098 se města zmocnil křižák Balduin I. Jeruzalémský, pozdější jeruzalémský král. Během křížových výprav několikrát přešlo z křižáckých do muslimských rukou, na začátku 14. století bylo dobyto Mameluky a ve 20. letech šestnáctého století ho anektovala Osmanská říše.

## Charakter města
Ve městě se nacházejí mešity ze středověkých dob. Díky svému umístění v úrodné rovině je centrem lehkého průmyslu, obchodu a zemědělství, to také umožňuje jeho růst (roku 1990 mělo ještě něco přes 200 000 obyvatel). V okolí se těží železo a stříbro.